# Sniper (série de filmes)
Sniper é uma série de filmes de ação e guerra que começou com o filme Sniper de 1993, centrado nos personagens do Master Gunnery Sergeant Thomas Beckett (Tom Berenger) e do Gunnery Sergeant Brandon Beckett (Chad Michael Collins), que servem como snipers no Corpo de Fuzileiros Navais dos Estados Unidos.

## Filmes
| Filme                                                  | Data de lançamento nos EUA | Direção          | Roteiro                               | Produção                                         |
| ------------------------------------------------------ | -------------------------- | ---------------- | ------------------------------------- | ------------------------------------------------ |
| Sniper                                                 | 29 de janeiro de 1993      | Luis Llosa       | Michael Frost Beckner e Crash Leyland | Robert L. Rosen                                  |
| Sniper 2                                               | 28 de dezembro de 2002     | Craig R. Baxley  | Ron Mita e Jim McClain                | Carol Kottenbrook e Scott Einbinder              |
| Sniper 3                                               | 28 de setembro de 2004     | PJ Pesce         | JS Cardone e Ross Helford             | Carol Kottenbrook e Scott Einbinder              |
| Sniper: Reloaded                                       | 26 de abril de 2011        | Claudio Fah      | João Fasano                           | Claudio Fäh e David Wicht                        |
| Sniper: Legacy                                         | 30 de setembro de 2014     | Dom Miguel Paulo | John Fasano e Don Michael Paul        | Jeffery Beach, Phillip J. Roth e Scott Einbinder |
| Sniper: Ghost Shooter                                  | 2 de agosto de 2016        | Dom Miguel Paulo | Chris Hauty                           | Jeffery Praia e Phillip Roth                     |
| Sniper: Ultimate Kill                                  | 3 de outubro de 2017       | Claudio Fah      | Chris Hauty                           | David Zelon                                      |
| Sniper: Assassin's                                     | 16 de junho de 2020        | Kaare Andrews    | Oliver Thompson                       | Greg Malcolm, Vicki Sotheran e Oliver Thompson   |
| Sniper: Rogue Mission                                  | 16 de agosto de 2022       | Oliver Thompson  | Oliver Thompson                       | Rhonda Baker, Bay Dariz e Mark Montague          |
| Sniper: G.R.I.T. – Global Response & Intelligence Team | 26 de setembro de 2023     | Oliver Thompson  | Oliver Thompson                       | Bay Dariz e Paul Parker                          |

### Sniper(1993)
O Master Gunnery Sergeant Thomas Beckett, um atirador experiente, e Richard Miller são enviados em uma missão para assassinar um general panamenho envolvido com o narcotráfico.

### Sniper 2(2002)
Thomas Beckett e Jake Cole são encarregados de assassinar um general sérvio responsável por ataques de limpeza étnica.

### Sniper 3(2004)
O sniper Thomas Beckett é contratado pelos agentes da NSA William Avery e Richard Addis para realizar uma operação secreta para eliminar um suposto chefão terrorista na República Popular do Vietnã que fornecia apoio ao Jemaah Islamiyah.

### Sniper: Reloaded(2011)
Com a ajuda de Richard Miller, o sargento fuzileiro naval Brandon Beckett, filho de Thomas Beckett, assume o manto estabelecido por seu pai e parte em missão própria com a ONU na República Democrática do Congo.

### Sniper: Legacy(2014)
Depois que líderes militares são assassinados, o Gunnery Sergeant Brandon Beckett recebe a notícia de que seu pai é um deles. Na tentativa de rastrear o assassino, Brandon descobre que seu pai não está morto, percebendo que ele está sendo usado como isca.

### Sniper: Ghost Shooter(2016)
O Gunnery Sergeant Brandon Beckett recebe mais uma missão, onde é encarregado de proteger um gasoduto georgiano de terroristas patrocinados pelos árabes. No entanto, as coisas ficam complicadas quando um sniper terrorista profissional chamado Ravshan Gazakov entra na briga.

### Sniper: Ultimate Kill(2017)
O Master Sergeant Brandon Beckett tem a tarefa de proteger a agente da DEA Kate Estrada de um sniper do cartel colombiano, conhecido como "El Diablo".

### Sniper: Assassin's End(2020)
O lendário sniper Thomas Beckett e seu filho, o sniper de operações especiais Brandon Beckett, estão fugindo da CIA, dos mercenários russos e de uma assassina treinada pela Yakuza com habilidades de franco-atirador que rivalizam com os dois lendários atiradores de elite.

### Sniper: Rogue Mission(2022)
Quando um agente federal corrupto se envolve em uma quadrilha de tráfico sexual, o sniper e novato da CIA Brandon Beckett se une a aliados de seu passado, o agente Zeke “Zero” Rosenberg e a assassina Yuki “Lady Death” Mifune, para descobrir a identidade do agente corrupto e derrubar a organização criminosa.

### Sniper: G.R.I.T. – Global Response & Intelligence Team(2023)
Quando um culto terrorista internacional ameaça a estabilidade política global e sequestra um colega agente, Sniper Ace Brandon Beckett e a recém-formada Equipe Global de Resposta e Inteligência - ou GRIT - liderada pelo Coronel Stone devem viajar através do mundo para Malta, infiltrar-se no culto e eliminar seu líder para libertar Lady Death e deter a ameaça global.

## Elenco e equipe

### Elenco principal
| Personagens                         | Filmes       | Filmes          | Filmes       | Filmes               | Filmes               | Filmes                | Filmes                | Filmes                 | Filmes                | Filmes                                                 |
| Personagens                         | Sniper       | Sniper 2        | Sniper 3     | Sniper: Reloaded     | Sniper: Legacy       | Sniper: Ghost Shooter | Sniper: Ultimate Kill | Sniper: Assassin's End | Sniper: Rogue Mission | Sniper: G.R.I.T. – Global Response & Intelligence Team |
| Personagens                         | 1993         | 2002            | 2004         | 2011                 | 2014                 | 2016                  | 2017                  | 2020                   | 2022                  | 2023                                                   |
| ----------------------------------- | ------------ | --------------- | ------------ | -------------------- | -------------------- | --------------------- | --------------------- | ---------------------- | --------------------- | ------------------------------------------------------ |
| Master Gunnery Sergeant Tom Beckett | Tom Berenger | Tom Berenger    | Tom Berenger | Mencionado           | Tom Berenger         | Mencionado            | Tom Berenger          | Tom Berenger           |                       |                                                        |
| Brandon Beckett                     |              |                 |              | Chad Michael Collins | Chad Michael Collins | Chad Michael Collins  | Chad Michael Collins  | Chad Michael Collins   | Chad Michael Collins  | Chad Michael Collins                                   |
| Richard Miller                      | Billy Zane   | Mencionado      |              | Billy Zane           |                      | Billy Zane            | Billy Zane            |                        |                       |                                                        |
| Coronel Chester Van Damme           | J. T. Walsh  |                 |              |                      |                      |                       |                       |                        |                       |                                                        |
| Cabo Doug Papich                    | Aden Young   |                 |              |                      |                      |                       |                       |                        |                       |                                                        |
| Jake Cole                           |              | Bokeem Woodbine |              |                      |                      |                       |                       |                        |                       |                                                        |
| Pavel                               |              | Tamás Puskás    |              |                      |                      |                       |                       |                        |                       |                                                        |
| Agente da CIA James Eckles          |              | Dan Butler      |              |                      |                      |                       |                       |                        |                       |                                                        |
| Coronel Dan McKenna                 |              | Linden Ashby    | Mencionado   |                      |                      |                       |                       |                        |                       |                                                        |
| Diretor da CIA Bill Avery           |              |                 | Denis Arndt  |                      |                      |                       |                       |                        |                       |                                                        |
| Paul "Finn" Finnegan                |              |                 | John Doman   |                      |                      |                       |                       |                        |                       |                                                        |
| Detetive Quan                       |              |                 | Byron Mann   |                      |                      |                       |                       |                        |                       |                                                        |
| Tenente Ellen Abramowitz            |              |                 |              | Annabel Wright       |                      |                       |                       |                        |                       |                                                        |
| Martin Chandler                     |              |                 |              | Patrick Lyster       |                      |                       |                       |                        |                       |                                                        |
| Coronel Ralf Jäger                  |              |                 |              | Richard Sammel       |                      |                       |                       |                        |                       |                                                        |
| Major Guy Bidwell                   |              |                 |              |                      | Dominic Mafham       | Dominic Mafham        |                       |                        |                       |                                                        |
| Gabriel "O Coronel" Stone           |              |                 |              |                      | Dennis Haysbert      | Dennis Haysbert       |                       | Mencionado             | Dennis Haysbert       | Dennis Haysbert                                        |
| Kate Estrada                        |              |                 |              |                      |                      |                       | Danay García          |                        |                       |                                                        |
| Agente John Samson                  |              |                 |              |                      |                      |                       | Joe Lando             |                        |                       |                                                        |
| Zeke "Zero" Rosenberg               |              |                 |              |                      |                      |                       |                       | Ryan Robbins           | Ryan Robbins          | Ryan Robbins                                           |
| Yuki "Lady Death" Mifune            |              |                 |              |                      |                      |                       |                       | Sayaka Akimoto         | Sayaka Akimoto        | Luna Fujimoto                                          |
| Gildie                              |              |                 |              |                      |                      |                       |                       |                        | Brendan Sexton III    |                                                        |
| Pete                                |              |                 |              |                      |                      |                       |                       |                        | Josh Brener           | Josh Brener                                            |

### Equipe adicional
| Equipe      | Filmes                                | Filmes                                | Filmes                                | Filmes                                                     | Filmes                                                         | Filmes                                | Filmes                                | Filmes                                | Filmes                                |
| Equipe      | Sniper                                | Sniper 2                              | Sniper 3                              | Sniper: Reloaded                                           | Sniper: Legacy                                                 | Sniper: Ghost Shooter                 | Sniper: Ultimate Kill                 | Sniper: Assassin's End                | Sniper: Rogue Mission                 |
| ----------- | ------------------------------------- | ------------------------------------- | ------------------------------------- | ---------------------------------------------------------- | -------------------------------------------------------------- | ------------------------------------- | ------------------------------------- | ------------------------------------- | ------------------------------------- |
| Direção     | Luis Llosa                            | Craig R. Baxley                       | P. J. Pesce                           | Claudio Fäh                                                | Don Michael Paul                                               | Don Michael Paul                      | Claudio Fäh                           | Kaare Andrews                         | Oliver Thompson                       |
| Composição  | Gary Chang                            | Gary Chang                            | Tim Jones                             | David Safritz e Marcus Trampp                              | Frederik Wiedmann                                              | Frederik Wiedmann                     | Frederik Wiedmann                     | Patric Caird                          | Oliver Thompson                       |
| Roteiro     | Michael Frost Beckner e Crash Leyland | Ron Mita e Jim McClain                | J. S. Cardone e Ross Helford          | Roteiro John Fasano História de Ross Helford e John Fasano | Roteiro John Fasano e Don Michael Paul História de John Fasano | Chris Hauty                           | Chris Hauty                           | Oliver Thompson                       | Oliver Thompson                       |
| Personagens | Michael Frost Beckner e Crash Leyland | Michael Frost Beckner e Crash Leyland | Michael Frost Beckner e Crash Leyland | Michael Frost Beckner e Crash Leyland                      | Michael Frost Beckner e Crash Leyland                          | Michael Frost Beckner e Crash Leyland | Michael Frost Beckner e Crash Leyland | Michael Frost Beckner e Crash Leyland | Michael Frost Beckner e Crash Leyland |